# Norbert Frühauf
Norbert Frühauf (* 17. Oktober 1958 in Hamburg) ist ein ehemaliger deutscher Politiker (AfD und Partei Rechtsstaatlicher Offensive).

## Leben
Frühauf arbeitet seit 1993 als Rechtsanwalt und war bis Juli 2000 Mitglied der CDU. Er war Ortsverbandsvorsitzender von Billstedt/Horn und Mitglied der Bezirksversammlung Hamburg-Mitte. Nach seinem Wechsel zur Partei Rechtsstaatlicher Offensive war er von 2001 bis 2004 deren Fraktionsvorsitzender in der Hamburgischen Bürgerschaft. Nachdem Ronald Schill des Amtes des Landesvorsitzenden enthoben wurde, wurde Frühauf provisorischer Landesvorsitzender. Von Anfang 2004 bis 2005 war er stellvertretender Landesvorsitzender in Hamburg. Im Jahr 2005 trat er mit dem gesamten Landesvorstand unter Hagen Riemann zurück; dieser verkündete die Auflösung des Landesverbandes. 2006 schloss er sich der Deutschen Zentrumspartei an und fungierte dort neben Dirk Nockemann als Sprecher des Hamburger Landesverbands. Nach Gründung der Alternative für Deutschland trat er dieser bei. Bei den Bezirksversammlungswahlen am 25. Mai 2014 wurde er in die Bezirksversammlung Hamburg-Mitte gewählt. Seit Mai 2017 war er dort Vorsitzender der AfD-Fraktion. Bei der Bezirksversammlungswahl 2019 kandidierte er nicht erneut. 2020 verließ er die AfD.